# Huaca Pintada
Huaca Pintada (Spaans voor "beschilderd heiligdom", wak'a) is een archeologische site in Illimo, een dorp in de provincie Lambayeque aan de noordkust van Peru.